# Henri Vackier
Henri Vackier, né le 4 août 1878 à Gits en Belgique et mort le 29 décembre 1962 à Tulle en France, est un commerçant, un entrepreneur et un diplomate belge installé à Tulle. Il fut ainsi vice-consul puis consul de Belgique à Tulle.

## Décorations
- Ordre de Léopold

- Ordre de la Couronne

- Décoration civique